# 在遙遠彼方的小千
《在遙遠彼方的小千》（日語：ちーちゃんは悠久の向こう），日本小說家日日日的小說。作為當時身為高中生的日日日的出道作，獲第4回新風舍文庫大賞大獎。2005年2月5日由新風舍出版。2006年台湾翻譯出版。2008年1月19日，由仲里依紗和林遣都主演的電影版在日本全国劇場上映。2008年新風舍破產、單行本陷入絕版狀態、2010年轉到角川文庫副刊出版。

## 劇情簡介
「我」度過著被幽靈迷的青梅竹馬·小千戲弄、平靜的每天。高中入學後，「我」決定加入弓道部，小千則加入超自然現象（occult）研究會。在研究會發現記載「學校七大怪談」地點散佈的筆記本，怦然心動的小千引誘「我」參加那個探險。這七大怪談分別是食人櫻、苔地藏王、感染祖母、3年K班穴倉呼子、地獄鏡、不存在教室、陌生人的爸爸。
然而，從不可思議事件中，「我」被迫知道了，在遙遠地從前忘記了的，有關小千的重大事件。

## 登場人物
我 / 久野悠斗
故事的主人公。高中生。被小千以「小猿」（猴子）的綽號稱呼。年幼的時候被小千帶入壁櫥，被迫聽了討厭的鬼怪故事。從此，不擅呆在窄暗的地方。從小學的高年級左右開始，受到父母虐待。不提供衣食，只提供學費上學，總是一日一頓飯。也有三天什麼都沒吃。
小千 / 歌島千草
住在主人公隔壁的青梅竹馬的女孩子。高中生。非常喜歡幽靈和妖怪。染了茶色的頭髮，每天抹上發出奇怪點心氣味兒的香水來學校。沒有特徵也沒有缺點的臉。身高比主人公矮。性格比主人公強而頑固。知道主人公被虐待的事，偶然做盒飯，生日時送衣服給主人公。非常喜歡occult，從屬於occult研究會，積極調查學校的七大不可思議事件。
林田 / 林田遊子
主人公和小千的同學。快被遺忘一樣的毫無存在感的女學生。平時皺著眉面無表情地讀書。長髮，病態般的瘦。給了主人公「小千危險」的忠告。初中的時候，經常自殺未遂而住院。由於被唯一的朋友說「去死」，去「悠久的對面」，而沖向電車自殺了。
武藤先輩 / 武藤白
主人公所属的田徑部的部長（電影版是弓道部的部長）。有才能的美女。

## 電影

### 主要演員
- 小千- 仲里依紗
- 小猿 - 林遣都
- 武藤前輩 - 高橋由真
- 林田遊子 - 波瑠
- 小猿弓道部同學・加藤信二 - 奥村知史
- 小猿弓道部同學・橘 - 植松孝行
- 小猿的同學・横田 - 兼子舜
- 弓道部部員・大島 - 小野まりえ
- 小千的母親 - 西田尚美
- 小猿的父親 - 堀部圭亮
- 小猿的母親 - 霧島れいか
- 小猿的老師 - 中山祐一朗
- 小千小時候 - 永山菜菜
- 小猿小時候 - 飛田光里

### 主題歌
- 奥華子 - 「空に光るクローバー」

## 外部連結
- 電影官方網站
- 新風舍網站（页面存档备份，存于）